# Сисей, Янкуба
Янкуба Сисей (англ. Yankuba Ceesay, 28 июня 1984 года, Серекунда) — гамбийский футболист, полузащитник.

## Карьера

### Клубная
Начинал свою карьеру в местных командах. В 2007 году уехал с родины и подписал контракт с перуанским клубом "Альянса Атлетико". Тем самым Сисей стал первым гамбийским легионером в Латинской Америке. В дальнейшем выстуцпал за европейские коллективы, которые, в основном, выступали в низших лигах. Наибольших успехов хавбек добился в составе эстонского "Нымме Калью". В его составе Сисей становился чемпионом страны и участвовал в матчах отборочного этапа Лиги Чемпионов. В последние годы играет в любительских командах Финляндии.

### В сборной
За сборную своей страны Янкуба Сисей дебютировал 16 июня 2007 года в гостевом матче против Кабо-Верде, который завершился со счетом 0:0. Всего за национальную команду хавбек провел пять игр.

## Достижения
- Чемпион Эстонии (1): 2012.
- Вице-чемпион Эстонии (1): 2013.
- Чемпион Гамбии (1): 2005.